# XX Premis de la Unión de Actores
La XX edició dels Premis de la Unión de Actores, corresponents a l'any 2010, concedits pel sindicat d'actors Unión de Actores y Actrices, va tenir lloc el 31 d'octubre de 2011 al Circo Price. La gala fou dirigida per José Antonio Ortega i presentada per Pepín Tre, ajudat pel màgic Blas i les actuacions de la micropoetessa Ajo i Pepe Viyuela. Hi va assistir la ministra de cultura Ángeles González Sinde.

## Candidatures

### Premi a Tota una vida
- Maria Assumpció Balaguer i Golobart

### Premi Especial
- Circo Price

### Menció d'Honor Mujeres en Unión
- Àvies de la Plaza de Mayo

### Cinema

#### Millor actriu protagonista
| Actriu             | Pel·lícula           | Resultat   |
| ------------------ | -------------------- | ---------- |
| Maricel Álvarez    | Biutiful             | Candidata  |
| Elena Anaya        | Habitación en Roma   | Candidata  |
| Sonsoles Benedicto | La vida comença avui | Guanyadora |

#### Millor actor protagonista
| Actor         | Pel·lícula       | Resultat  |
| ------------- | ---------------- | --------- |
| Javier Bardem | Biutiful         | Guanyador |
| Lluís Homar   | Pájaros de papel | Candidat  |
| Unax Ugalde   | Bon appétit      | Candidat  |

#### Millor actriu secundària
| actriu            | Pel·lícula     | Resultat   |
| ----------------- | -------------- | ---------- |
| Alicia Borrachero | Vidas pequeñas | Candidata  |
| Fanny de Castro   | Amador         | Candidata  |
| Ana Wagener       | Biutiful       | Guanyadora |

#### Millor actor secundari
| Actor                 | Pel·lícula     | Resultat  |
| --------------------- | -------------- | --------- |
| Víctor Clavijo        | 18 comidas     | Guanyador |
| Eduard Fernández      | Biutiful       | Candidat  |
| Emilio Gutiérrez Caba | Vidas pequeñas | Candidat  |

#### Millor actriu de repartiment
| Actriu               | Pel·lícula             | Resultat   |
| -------------------- | ---------------------- | ---------- |
| Pilar López de Ayala | Lope                   | Guanyadora |
| Goizalde Núñez       | Que se mueran los feos | Candidata  |
| Carmen Ruiz          | Que se mueran los feos | Candidata  |

#### Millor actor de repartiment
| Actor               | Pel·lícula | Resultat  |
| ------------------- | ---------- | --------- |
| Juan Diego          | Lope       | Candidat  |
| Sancho Gracia       | Entrelobos | Candidat  |
| Antonio de la Torre | Lope       | Guanyador |

#### Millor actriu revelació
| Actriu         | Pel·lícula            | Resultat   |
| -------------- | --------------------- | ---------- |
| Aura Garrido   | Planes para mañana    | Candidata  |
| Bárbara Lennie | La función por hacer  | Guanyadora |
| Esther Regina  | Ispansi (¡Españoles!) | Candidata  |

#### Millor actor revelació
| Actor          | Pel·lícula          | Resultat  |
| -------------- | ------------------- | --------- |
| Manuel Camacho | Entrelobos          | Guanyador |
| Mario Casas    | Los hombres de Paco | Candidat  |
| Junio Valverde | Tierra de lobos     | Candidat  |

### Televisió

#### Millor actriu protagonista
| Actriu            | Sèrie de televisió | Resultat   |
| ----------------- | ------------------ | ---------- |
| Alexandra Jiménez | La pecera de Eva   | Candidata  |
| Belén López       | Pelotas            | Candidata  |
| Adriana Ozores    | La duquesa         | Guanyadora |

#### Millor actor protagonista
| Actor         | Sèrie de televisió   | Resultat  |
| ------------- | -------------------- | --------- |
| Javier Albalá | Pelotas              | Guanyador |
| Imanol Arias  | Cuéntame cómo pasó   | Candidat  |
| José Mota     | La hora de José Mota | Candidat  |

#### Millor actriu secundària
| actriu              | Sèrie de televisió        | Resultat   |
| ------------------- | ------------------------- | ---------- |
| Blanca Apilánez     | Pelotas                   | Candidata  |
| Ana Goya            | Amar en tiempos revueltos | Candidata  |
| Ana María Polvorosa | Aída                      | Guanyadora |

#### Millor actor secundari
| Actor           | Sèrie de televisió | Resultat  |
| --------------- | ------------------ | --------- |
| Juan Echanove   | Cuéntame cómo pasó | Candidat  |
| Francis Lorenzo | Águila Roja        | Candidat  |
| Aitor Luna      | Gran Reserva       | Guanyador |

#### Millor actriu de repartiment
| actriu           | Sèrie de televisió        | Resultat   |
| ---------------- | ------------------------- | ---------- |
| Beatriz Bergamín | Amar en tiempos revueltos | Candidata  |
| Ana Labordeta    | Acusados                  | Guanyadora |
| Lluvia Rojo      | Cuéntame cómo pasó        | Candidata  |

#### Millor actor de repartiment
| Actor            | Sèrie de televisió | Resultat  |
| ---------------- | ------------------ | --------- |
| Juan Codina      | Tierra de lobos    | Candidat  |
| Mario Pardo      | Tierra de lobos    | Candidat  |
| Secun de la Rosa | Aída               | Guanyador |

### Teatre

#### Millor actriu protagonista
| Actriu         | Obra de teatre           | Resultat   |
| -------------- | ------------------------ | ---------- |
| Núria Espert   | La violación de Lucrecia | Candidata  |
| Gloria Muñoz   | Todos eran mis hijos     | Guanyadora |
| Concha Velasco | La vida por delante      | Candidata  |

#### Millor actor protagonista
| Actor               | Obra de teatre        | Resultat  |
| ------------------- | --------------------- | --------- |
| Pedro Casablanc     | El arte de la comedia | Candidat  |
| Josep Maria Flotats | Beaumarchais          | Candidat  |
| Carlos Hipólito     | Todos eran mis hijos  | Guanyador |

#### Millor actriu secundària
| actriu        | Obra de teatre   | Resultat   |
| ------------- | ---------------- | ---------- |
| Carme Conesa  | Beaumarchais     | Candidata  |
| Lola Cordón   | Final de partida | Candidata  |
| María Morales | Urtain           | Guanyadora |

#### Millor actor secundari
| Actor                | Obra de teatre        | Resultat  |
| -------------------- | --------------------- | --------- |
| Raúl Arévalo         | Beaumarchais          | Candidat  |
| Ginés García Millán  | Glengarry Glen Ross   | Guanyador |
| Aitor Merino Unzueta | El mal de la juventud | Candidat  |

#### Millor actriu de repartiment
| Actriu            | Obra de teatre       | Resultat   |
| ----------------- | -------------------- | ---------- |
| María Isasi       | Todos eran mis hijos | Candidata  |
| Manuela Paso      | La función por hacer | Guanyadora |
| Ainhoa Santamaría | Todos eran mis hijos | Candidata  |

#### Millor actor de repartiment
| Actor            | Obra de teatre       | Resultat  |
| ---------------- | -------------------- | --------- |
| Alberto Iglesias | Glengarry Glen Ross  | Candidat  |
| Alberto Jiménez  | Glengarry Glen Ross  | Candidat  |
| Raúl Prieto      | La función por hacer | Guanyador |